# Rudolf Bechert
Rudolf Bechert (* 23. Februar 1900 in Regensburg; † 18. Februar 1961 in Rosenheim) war ein deutscher Jurist. Er war unter anderem Rechtsanwalt und Rechtshistoriker. Von 1933 bis 1934 leitete er das Amt für Rechtspolitik der Reichsleitung der NSDAP.

## Leben
Er war der Sohn des Postamtmanns Karl Bechert und dessen Ehefrau Berta geborene Hempel. Nach dem Besuch des Humanistischen Gymnasiums und dem 1919 erfolgten Ablegen des Abiturs studierte Rudolf Bechert Rechtswissenschaften an der Universität München. 1923 legte er die erste und 1927 die zweite Staatsprüfung ab. Das Thema seiner Dissertation zum Dr. jur. lautete: Die Einleitung des Rechtsgangs nach angelsächsischem Recht. Danach war er bis 1929 zunächst als Assistent an der Universität Berlin, dann bis zum Jahre 1934 als Rechtsanwalt in München tätig.
1919 wurde er Mitglied des Freikorps Möhl und war von 1923 bis 1927 im Bund Oberland tätig.
Zum 1. März 1931 trat Rudolf Bechert in die NSDAP ein (Mitgliedsnummer 450.140) und wurde Mitglied der Rechtspolitischen Abteilung der Reichsleitung der NSDAP. 1935 wurde er als Amtsgerichtsrat in Rosenheim eingesetzt und blieb bis zur Pensionierung im Amt.
Von 1932 bis 1942 war er Dozent für Rechtsgeschichte und Rechtsphilosophie an der Universität München.
Rudolf Bechert war Mitglied der Akademie für Deutsches Recht und des Bundes Nationalsozialistischer Deutscher Juristen (BNSDJ).

## Familie
Er war seit 1924 verheiratet mit Herta Bechert, geborene Bade, Tochter eines Tischlers. Ihr gemeinsamer Sohn Heinz Bechert (1932–2005) wurde Indologe und Buddhologe.

## Ehrungen
- Blutorden Nr. 264

## Schriften (Auswahl)
- Die Einleitung des Rechtsgangs nach angelsächsischem Recht, Weimar: Böhlau, 1926.
- Rechtsunterricht an höheren Schulen, Breslau 1935.
- Grundzüge der nationalsozialistischen Rechtslehre, Leipzig 1937/1938.
- Rechtsgeschichte der Neuzeit, 4.–6. erg. Aufl., Leipzig 1943.
- Germanische Rechtsgeschichte, 7.–10. durchges. und erg. Aufl., Leipzig 1943.
- (mit Josef Wiefels): Das neue Eherecht Großdeutschland, 3. umgearb. und erw. Aufl., Leipzig 1943.
- Was weißt Du von deutscher Rechtsprechung?, Berlin 1944.